# 坪井站
坪井站（日语：／ Tsuboi eki */?）是位於岡山縣津山市中北上，西日本旅客鐵道（JR西日本）的姬新線車站。

## 歷史
- 1923年（大正12年）8月21日 - 作備線 津山至美作追分之間開業，此站啟用。
  - 當時車站地址為岡山縣久米郡大井西村（日语：大井西村）中北上（日语：中北上）。
- 1929年（昭和4年）4月14日 - 隨著作備西線開通，作備線改名為作備東線，此站成為作備東線車站。
- 1930年（昭和5年）12月11日 - 隨著津山至新見之間全線開通，作備東線成為作備線一部分，此站成為作備線車站。
- 1936年（昭和11年）10月10日 - 作備線成為姬新線一部分，此站成為姬新線車站。
- 1952年（昭和27年）8月1日 - 隨著大井町（日语：大井町 (岡山県)）成立，車站地址變為岡山縣久米郡大井町中北上。
- 1955年（昭和30年）1月1日 - 隨著久米町（日语：久米町）成立，車站地址變為岡山縣久米郡久米町中北上。
- 1986年（昭和61年）11月1日 - 成為無人車站。
- 1987年（昭和62年）4月1日 - 伴隨國鐵分割民營化，車站由西日本旅客鐵道（JR西日本）營運。
- 2005年（平成17年）2月28日 - 隨著久米町編入至津山市，車站地址變為岡山縣津山市中北上。

## 車站構造

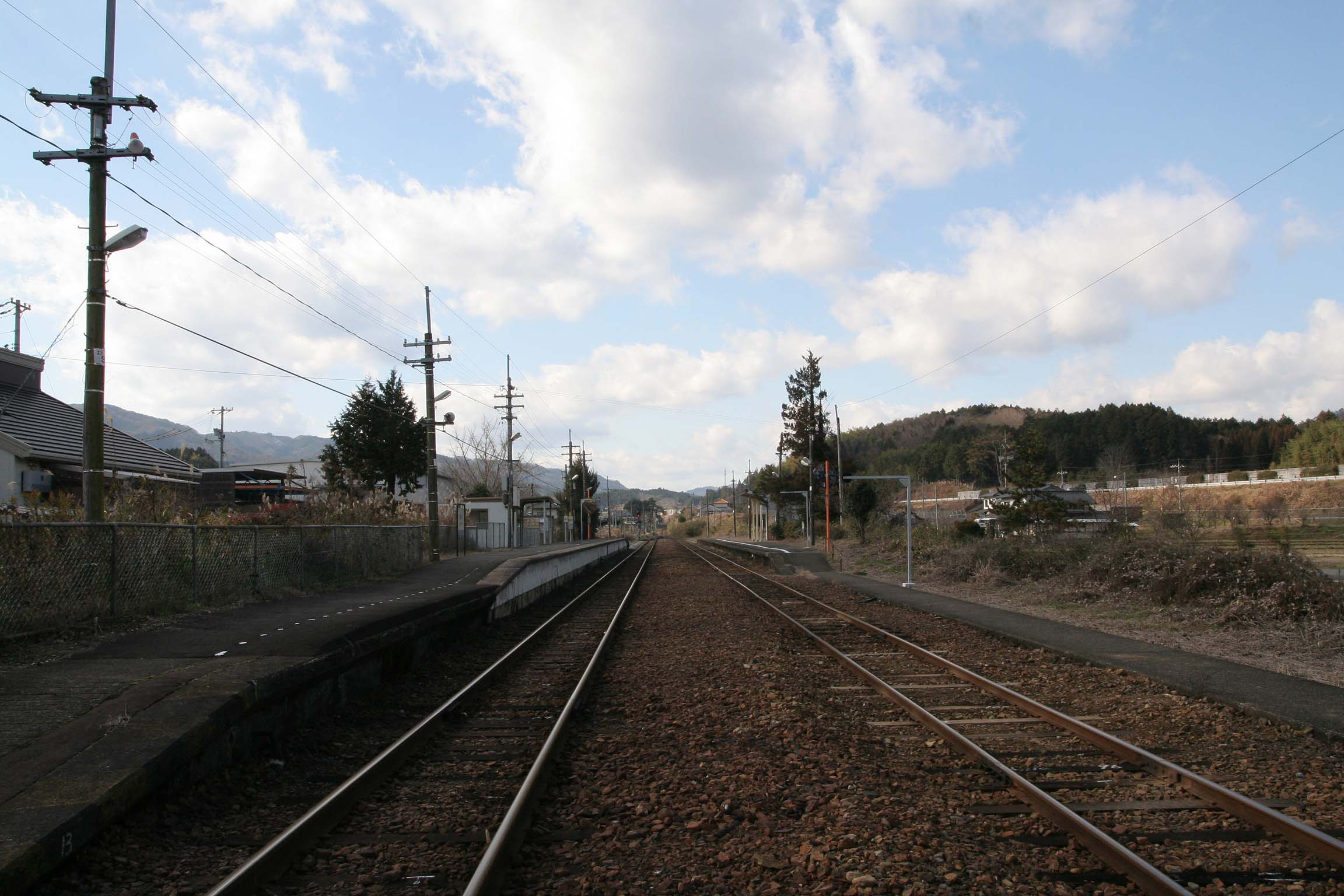
站內（2008年1月3日）

車站是一座地面車站，設有2面2線的相對式月台，可進行列車交會。兩月台之間設有站內平交道連接，平交道位於月台靠近津山一方。
此站是由津山站管理的無人車站。此站沒有自動售票機。此站曾經設有車站大樓，現已不存在。兩月台上設有小型候車室。車站出入口位於新見方向月台側。此站設有維修路軌車輛專用的引上線。

### 月台
| 月台 | 路線   | 上下行 | 方向               |
| ---- | ------ | ------ | ------------------ |
| 1    | 姬新線 | 下行   | 中國勝山、新見方向 |
| 2    | 姫新線 | 上行   | 津山、佐用方向     |

## 使用狀況
以下為近年1日平均乘車人次列表。
| 年度 | 1日平均 乘車人次 |
| ---- | ---------------- |
| 1999 | 70               |
| 2000 | 68               |
| 2001 | 64               |
| 2002 | 58               |
| 2003 | 50               |
| 2004 | 53               |
| 2005 | 47               |
| 2006 | 42               |
| 2007 | 32               |
| 2008 | 33               |
| 2009 | 30               |
| 2010 | 33               |
| 2011 | 32               |
| 2012 | 29               |
| 2013 | 22               |
| 2014 | 22               |
| 2015 | 25               |
| 2016 | 20               |
| 2017 | 18               |
| 2018 | 21               |

## 車站周邊
- 坪井郵局
- 津山市立中正小學
- 國道181號（日语：国道181号）

## 相鄰車站
西日本旅客鐵道（JR西日本）
 姬新線
■快速
美作千代－坪井－美作落合
■普通
美作千代－坪井－美作追分

## 注腳
1. ↑  .   [2020-07-06]. （原始内容存档于2020-11-19） （日语）.
2. ↑  岡山縣統計年報 （页面存档备份，存于）（日語）

## 外部連結
- 坪井｜車站資訊：JR出門網 - 西日本旅客鐵道（日語）